# Martello (araldica)
In araldica il martello simboleggia la fatica, il lavoro continuo l'ingegno e la perseveranza. Quando batte sull'incudine denota volontà tenace e animo saldo. Il martello a due teste con il manico generalmente di legno, si definisce maglietto (in francese maillet).

## Esempi

Martello di rosso posto in sbarra (stemma di Lasa)
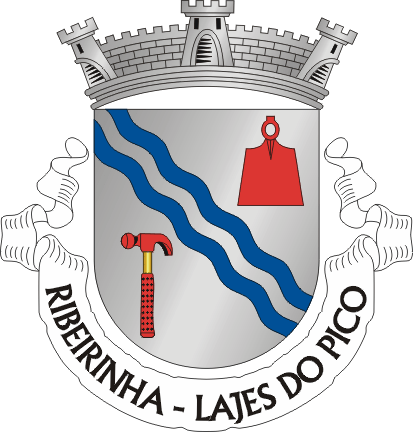
Martello posto in palo (freguesia di Ribeirinha, Lajes do Pico, Portogallo)
Martello posto in palo (Tampere, Svezia)
Martello che sormonta un'incudine (Magliolo)
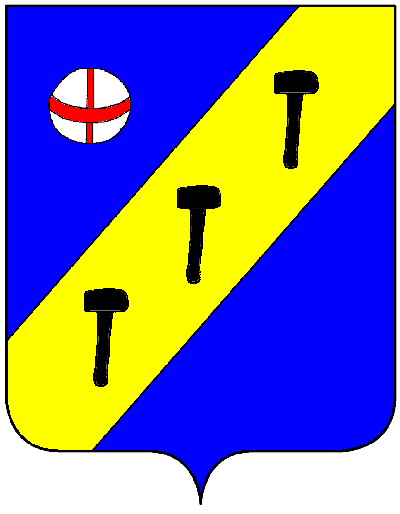
Tre martelli posti in palo e ordinati in sbarra (famiglia Fabroni)
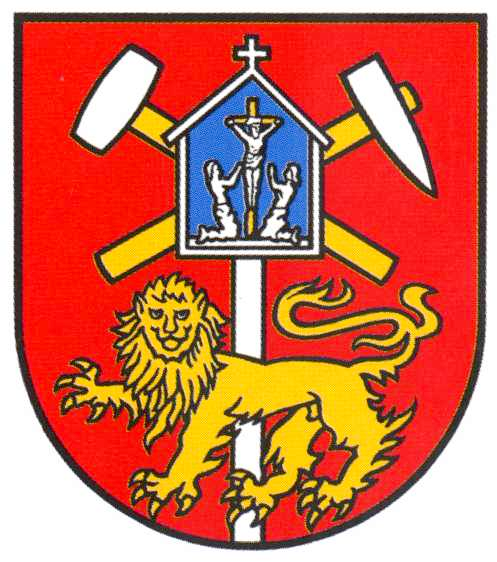
Due martelli d'argento in decusse, manicati d'oro (Clausthal-Zellerfeld, Germania)
Due martelli da minatore in decusse (Predoi)
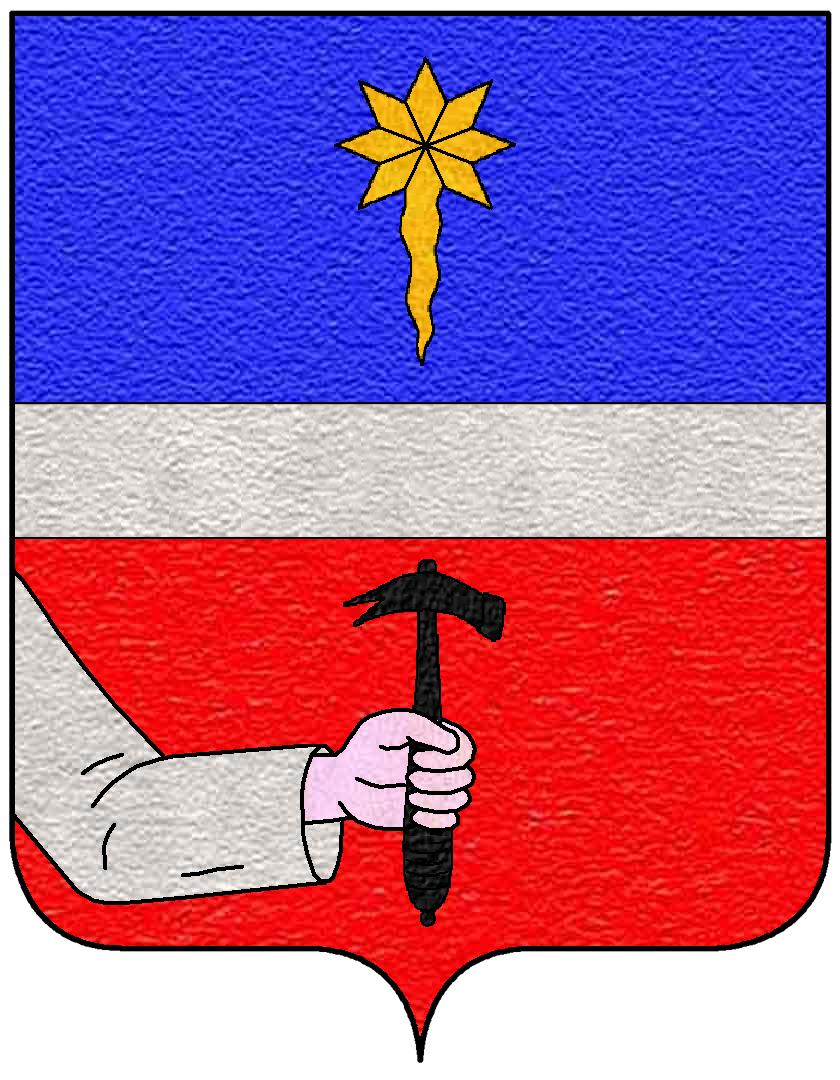
Sinistrocherio impugnante un martello al naturale (famiglia Fineschi di Piombino)
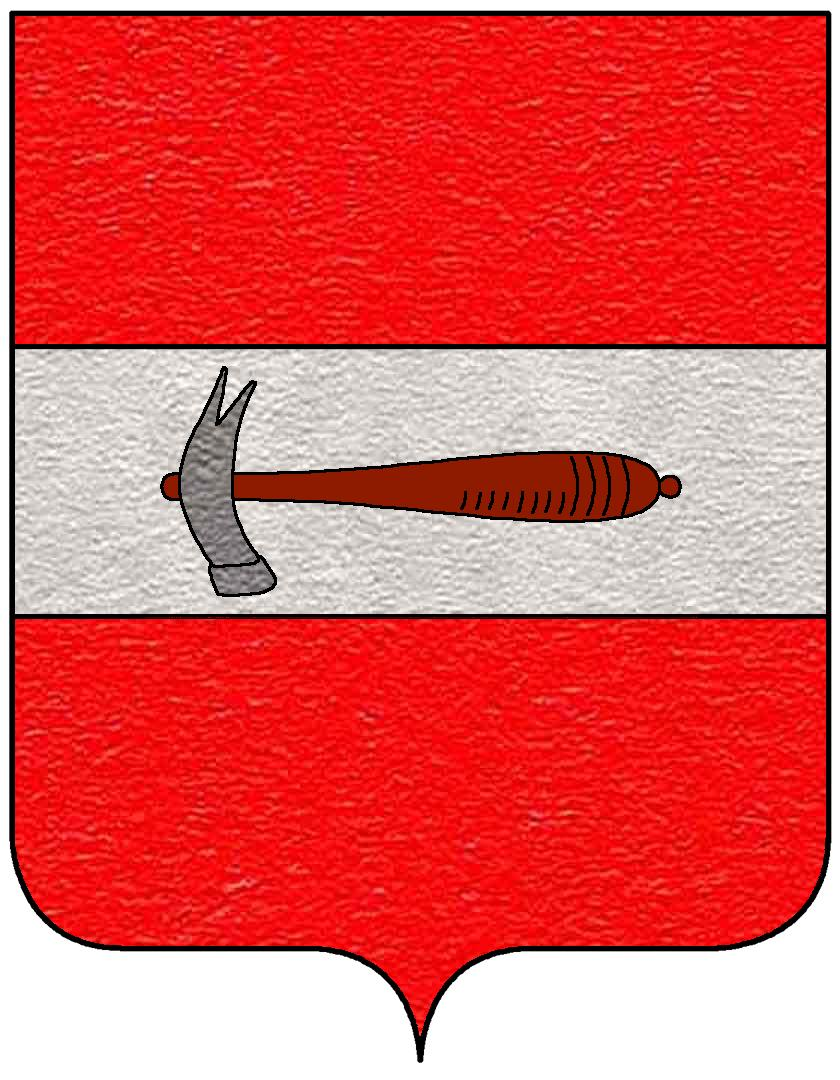
Martello al naturale attraversante la fascia (famiglia Fineschi da Radda)

## Posizione araldica ordinaria
Normalmente il martello è posto in palo, con la parte piana, quadrangolare (ossia la bocca) a destra e l'altra schiacciata (penna o taglio) a sinistra. Quando è di più smalti, si blasona prima quello del ferro e dopo quello del manico.

## Attributi
- Manicato o finito se il manico è di smalto diverso dal ferro.